# Jaume Martí i Farrés
Jaume Martí i Farrés (el Prat de Llobregat, 28 de desembre de 1975) es un muntador i editor de cinema català. Va estudiar a l'ESCAC - Escola Superior de Cinema i Audiovisuals de Catalunya, on es va graduar amb la primera promoció el 1998. Va debutar com a muntador el 1999 amb alguns curtmetratges i el 2002 ho va fer amb el llargmetratge Lisístrata i el telefilm Nines russes. El 2006 va rebre el premi al millor muntatge als IV Premis Barcelona de Cinema per Fràgils i fou nominat novament als V Premis Barcelona de Cinema per Jo sóc la Juani. El 2008 li fou atorgat el Gaudí al millor muntatge per Transsiberian. La consagració li arribaria amb el seu treball a Un monstre em ve a veure (2016) de Juan Antonio Bayona, amb la que va guanyar, juntament amb Bernat Vilaplana, el Goya al millor muntatge, el Gaudí al millor muntatge i la Medalla del CEC al millor muntatge.
Simultàniament també ha treballat a sèries de televisió. Va començar a TV3 en alguns episodis d' Àngels i Sants (2006) i Benvinguts a la família (2018). Després ha treballat a sis episodis de Los misterios de Laura (2009), a dos episodis de Penny Dreadful (2014), Sé quién eres (2017) i Criminal: França (2019). El 2020 estava treballant en el muntatge de La línea invisible al costat de Pablo Mas.

## Filmografia
Cinema
- Lisístrata (2001)
- Nines russes (2002)
- Cambra obscura (2003)
- Fràgils (2005)
- Jo sóc la Juani (2005)
- Transsiberian (2008)
- El truco del manco (2008)
- Herois (2010)
- Di Di Hollywood (2010)
- Alacrán enamorado (2013)
- Un monstre em ve a veure (2016)
- Contratiempo (2016)

Televisió
- Los misterios de Laura (2009)
- Polseres vermelles (2011)
- Penny Dreadful (2014)
- Sé quién eres (2017)
- El crac (2017)
- Félix (2018)
- Benvinguts a la família (2018)
- Criminal: França (2019)
- La línea invisible (2020)